# 에나쓰의 올스타전 9연속 탈삼진
에나쓰의 올스타전 9연속 탈삼진은 1971년 7월 17일에 열린 일본 프로 야구 올스타전 1차전(한큐 니시노미야 구장)에서 에나쓰 유타카가 기록한 9연속 탈삼진이다.

## 배경
센트럴 리그 팀인 한신 타이거스에 소속돼 있던 에나쓰 유타카는 1971년 5월 5일에 선발 투수로 등판하였지만 3회 1사 후 맥박수가 160을 넘는 바람에 급거 마운드에서 내려왔다. 당시 한신 구단은 에나쓰에 대해서 이 사실을 비밀로 하였으나 ‘수만 명 가운데 한 명 꼴’로 걸릴 수 있는 심장병이라고 말하고 있었다. 또한 에나쓰는 술은 마시지 않았지만 담배를 많게는 하루에 약 80개피를 피워(후에 담배를 약 20개피로 줄였다) 건강을 챙기지 않을 정도의 불규칙한 생활을 보내고 있었다. 뿐만 아니라 전년도에 일어난 검은 안개 사건에도 연루돼 있었다.
에나쓰는 7월에 들어와서 ‘무슨 이유인지는 모르겠지만 올해는 컨트롤이 나빴다’며 자신의 투구 내용에 대한 불만을 느꼈다고 한다. 그해 올스타전 이전의 성적은 3.12의 평균자책점과 6승 9패로 패전 수가 많을 정도의 부진을 겪고 있었지만 7월 9일에 발표된 올스타전 팬 투표 결과에서는 센트럴 리그 투수 부문에서 1위에 오르는 영예를 않았다. 또한 에나쓰는 닛칸스포츠와의 취재에서 일본 프로 야구는 물론이고 과거의 메이저 리그에서도 한 번도 달성하지 못했던 9연속 탈삼진 신기록 달성을 예고했지만 2면 제일 작은 한쪽 구석에다가 “에나쓰는 타자 9명 전부 삼진으로 돌려세우겠다고 농담섞인 말을 했다”라는 내용의 한줄 기사로 겨우 정리했다. 에나쓰는 이에 대해서 다음과 같이 밝혔다.

기록의 배경에는 스포츠 신문 기자의 도발이 있었다. 이 해에는 올스타전 이전까지의 성적은 6승 9패였는데 팬 투표로 뽑힌 것이 죄송스러울 정도였다. 기자는 ‘그런 성적은 잘도 나왔네. 좀더 관중이 기뻐할 만한 걸 해봐라’며 부추겼다. 나는 관중을 기쁘게 하려면 삼진밖엔 없을 것이라고 생각했다.— 에나쓰 유타카(《나의 이력서》, 니혼케이자이 신문, 2017년 12월 20일)

7월 17일 한큐 니시노미야 구장에서 개최된 올스타전 1차전의 센트럴 리그 올스타팀 선발 배터리는 에나쓰와 다부치 고이치였다. 그해 다부치는 신장염에 걸린 영향으로 포수로서 거의 경기에 나오지 못하고(주로 우익수로서 출전했으며 포수는 쓰지 야스히코가 맡고 있었다) 시즌 중에 아직 한번도 사용하지 않은 배터리였다.

## 내용

### 1회말: 14구
롯데 - 아리토 미치요
- 타석에서의 상황 : 볼, 파울, 볼, 파울, 헛스윙 삼진[3]
- 2스트라이크 2볼에서 헛스윙 삼진을 당했다. 아리토는 “포크볼에 당했다. 역시 피칭이 뛰어나다. 속도도 빠른 데다가 컨트롤이 좋다”라고 말했다.[4]

니시테쓰 - 모토이 미쓰오
- 타석에서의 상황 : 파울, 볼, 볼, 놓침, 헛스윙 삼진[3]
- 2스트라이크 2볼에서 헛스윙 삼진을 당했다. 모토이는 “공의 속도는 긴테쓰의 스즈키 게이시와 그리 다를 바 없지만 좋은 곳을 찌르고 들어온다. 정말 대단하다!”라고 말했다.[4]

한큐 - 나가이케 도쿠지
- 타석에서의 상황 : 헛스윙, 놓침, 볼, 헛스윙 삼진[3]
- 2스트라이크 1볼에서 헛스윙 삼진을 당했다. 나가이케는 “커브인가… 어, 상대는 포크볼이라고 했다고? 어쨌거나 공이 잘 빠졌다”라고 말했다.[4]

에나쓰는 “그 중에서 제일 조심했던 상대는 나가이케였다. 여하튼 32경기 연속으로 안타를 친 사람이었으니까 나는 단지 1구만으로 포크볼을 던졌다”라고 말했다. 아리토에게 던진 공은 포크볼이 아닌 커브였고 모토이에게는 속구였다. 나가이케에 던진 포크볼은 엄밀히 말하면 스플리트 핑거드 패스트볼(SFF)이다. 투수로서는 극단적으로 손가락이 짧은 에나쓰가 그해 봄에 고안해 낸 새로운 마구였다. 1980년대 종반에 이 공이 일본 프로 야구계에서 붐을 이루기보다 20년이나 앞서서 던진 것이다.

### 2회말: 14구
롯데 - 에토 신이치
- 타석에서의 상황 : 놓침, 놓침, 볼, 볼, 헛스윙 삼진[3]
- 2스트라이크 2볼에서 헛스윙 삼진을 당했다. 에토는 “내가 삼진을 당한 공은 커브였다. 에나쓰와는 2년 만에 맞붙었지만, 역시 다르다”라고 말했다.[4]

긴테쓰 - 도이 마사히로
- 타석에서의 상황 : 파울, 놓침, 헛스윙 삼진[3]
- 2스트라이크 노 볼에서 헛스윙 삼진을 당했다. 도이는 “올해는 컨디션이 안 좋다고 하더니만 믿을 수가 없다. 엄청난 스피드볼을 던졌다. 눈깜짝할 사이에 볼을 먹었다”라고 말했다.[4]

니시테쓰 - 히가시다 마사요시
- 타석에서의 상황 : 파울, 볼, 파울, 볼, 파울, 루킹 삼진[3]
- 2스트라이크 2볼에서 루킹 삼진을 당했다. 히가시다는 “커브는 생각을 못하고 좋은 공을 놓쳐 버릴 정도로 지켜보기만 했다. 부끄럽다. 그렇다 치더라도 이쪽의 타구 의욕을 꺾으면서 타이밍을 어긋나게 만드는 것은 대단한 일이다”라고 말했다.[4]

에나쓰는 “에토에게서는 주니치 시절에 막무가내로 얻어 맞았기 때문에 긴장했다”라고 말했다. 사실 에토에게 헛스윙을 하게 만든 공은 직구였지만 에토는 이것을 예리하게 변화한 커브라고 잘못 판단했다. 이 2회말에서 에나쓰는 한큐의 요네다 데쓰야가 던진 커브를 우측 스탠드로 뻗어 나가는 호쾌한 3점 홈런을 날렸다.

### 3회말: 13구
한큐 - 사카모토 도시조
- 타석에서의 상황 : 헛스윙, 볼, 헛스윙, 파울, 볼, 루킹 삼진[3]
- 2스트라이크 2볼에서 루킹 삼진을 당했다. 사카모토는 “사실은 번트도 생각했다. 하지만 차마 그런 어정쩡한 짓을 할 수는 없는 노릇이지만…. 스트레이트만으로 당했다”라고 말했다.[6]

에나쓰는 “나는 오치아이 클래스보다 사카모토 같은 유형이 제일 무리라고 본다. 타석에서 뭘 생각하고 있는지 전혀 모르겠다”라고 밝혔다. 미즈모토 요시마사는 에가와 스구루가 1984년 올스타전에서 8연속 탈삼진을 기록하다가 마지막 타자인 오이시 다이지로에게 땅볼을 치게 만들어 대기록을 세우지 못한 것과 함께 “자칫 이런 몸집이 작은 사람에 의해 ‘대어’는 놓쳐버릴 것”이라고 말했다.
한큐 - 오카무라 고지
- 타석에서의 상황 : 놓침, 파울, 헛스윙 삼진[3]
- 2스트라이크 노 볼에서 헛스윙 삼진을 당했다. 오카무라는 “빠르다! 너무 빠르며, 이건 속도 위반이다. 얼떨결에 높은 공에 손을 내밀고야 말았다”라고 말했다.[6]

한큐 - 가토 히데지
- 타석에서의 상황 : 헛스윙, 볼, 파울, 헛스윙 삼진[3]
- 2스트라이크 1볼에서 헛스윙 삼진을 당했다. 가토는 “내가 신기록 대상이 된다고 하길래 어떻게 해서든 방망이에 맞춰 보려고 시도했지만…. 살짝 스치지도 않았다. 너무 빨랐다!”라고 말했다.[6]

3회 마운드에 올랐을 때 에나쓰는 구장 내에 기분이 나쁠 정도의 고요함이 감돌고 있다는 것을 느꼈다고 한다. 9번째 타자인 가토가 1스트라이크 1볼에 이은 3구째, 1루측 백네트 방향으로 파울볼을 날렸다. 다부치가 포수 마스크를 내던지고 이 타구를 쫓으려 하자, 에나쓰는 ‘따라가지마!’라고 외쳤다. 다부치도 즉각 쫓아 가려던 동작을 멈췄다. 훗날 에나쓰는 “파울볼 같은 건 쫓아가지 않아도 되는데 재빨리 이 긴박감에서 벗어나고 싶은 심경이었다”라고 말했다. 에나쓰는 그 다음 투구에서 스트라이크 존 한가운데로 꽂히는 속구를 던져 풀 스윙으로 헛스윙을 한 가토는 삼진을 당했다. 기록이 달성되는 순간 엄청난 환성이 한큐 니시노미야 구장 전체를 뒤덮었다. 에나쓰는 양손을 높이 들면서 만면의 미소를 띄게 됐다.

## 여파
- 센트럴 올스타팀은 이 1차전에서 에나쓰 다음으로 와타나베 히데타케(요미우리), 다카하시 가즈미(요미우리), 미즈타니 히사노부(주니치), 고타니 다다카쓰(다이요) 등 4명의 투수가 계투 릴레이를 펼쳐, 올스타전 사상 최초로 노히트 노런을 기록했다.
- 또한 에나쓰는 전년도 1970년 올스타전에서도 5연속 탈삼진을 기록하고 있었기 때문에 이것으로 총 14연속 탈삼진이 됐다.[8] 고라쿠엔 구장에서 개최된 3차전에서 6회부터 3번째 투수로 등판한 에나쓰는 첫 타자인 에토를 삼진 처리했다. 이어지는 총 16번째의 타자로 1차전을 결장한 노무라 가쓰야(난카이)는 타석에서 방망이를 짧게 잡아 그것을 본 에나쓰는 무의식적으로 마운드위에서 웃음을 짓기도 했다.[5] 노무라는 1구째의 한가운데에 꽂힌 속구를 방망이에 맞혔지만 2루 땅볼로 아웃돼 연속 탈삼진 기록은 15로 끝났다.[5]

## 경기 결과
| 팀 | 1 | 2 | 3 | 4 | 5 | 6 | 7 | 8 | 9 | R | H | E |
| 센트럴                                                                                                   | 0 | 4 | 0 | 0 | 0 | 0 | 1 | 0 | 0 | 5 | 6 | 2 |
| 퍼시픽                                                                                                   | 0 | 0 | 0 | 0 | 0 | 0 | 0 | 0 | 0 | 0 | 0 | 0 |
| 승리 투수: 에나쓰 유타카(한신) 패전 투수: 요네다 데쓰야(한큐) 홈런: 센트럴 – 에나쓰 유타카(한신·2회 3점) |   |   |   |   |   |   |   |   |   |   |   |   |

## 같이 보기
- 《에나쓰의 21구》 - 1979년 일본 시리즈 7차전에서 에나쓰가 9회말에 던진 21구에 초점을 맞춘 야마기와 준지에 의한 논픽션